# Catharus guttatus
Catharus guttatus, llamado comúnmente zorzal ermitaño, o zorzalito colirrufo, es una especie de ave americana de la familia de los túrdidos. Es más cercano a la especie mexicana Catharus occidentalis que con las que comparte territorio de anidación.

## Descripción
La especie mide 15–17 cm de largo, con una envergadura de 29.2 cm, y posee el característico patrón blanco-oscuro-blanco de los tordos del género Catharus. Los adultos son principalmente marrones en la zona dorsal, con colas rojizas. La zona ventral es blanca con puntos oscuros en el pecho y flancos grisáceos. Tienen patas rosadas y un anillo blanco en los ojos.

## Distribución
Su rango cubre 8.400.000 km². Es nativo de Canadá, El Salvador, Guatemala, Honduras, las islas Islas Turcas y Caicos y San Pedro y Miguelón, México y Estados Unidos, y migra durante el invierno hacia el sur, llegando a Bahamas, Bermuda, Cuba, y rara vez a Europa, llegando a  Alemania, Groenlandia, Islandia, Luxemburgo, Suecia y el Reino Unido.

## Comportamiento
El ave tiene costumbres tímidas y retraídas, que le valieron su nombre común.
Los machos son territoriales durante la época de cría y el invierno. Establecen su territorio antes de la llegada de las hembras, siendo al principio agresivos incluso con ellas. Después de unos días comienzan los rituales de cortejo.
Su hábitat de anidación son los bosques de coníferas o mixtos a lo largo de Canadá, Alaska, y el oeste y noroeste de los Estados Unidos. Los machos establecen su territorio de entre abril y mayo. Las hembras construyen un nido con forma de cáliz de 10 a 15 centímetros de diámetro utilizando pasto, hojas, musgo y liquen, instalado en el suelo, o relativamente bajo en los árboles.
La hembra pone de 3 a 6 huevos, que incuban en unos 12 días, pudiendo poner hasta tres nidadas hasta fines de agosto. Los polluelos son alimentados con lo que trae al nido el macho.
Son omnívoros, alimentándose de invertebrados, vertebrados pequeños, hierbas y fruta.

## Canto
Su canto es en general armónico, similar a una flauta, construido de una frase musical descendente, repetida en varios tonos. Los machos tienen un repertorio de 6 a 12 canciones, que varían en orden, y existen diferencias regionales de duración y estructura.
El ave es tan reconocida por su canto, que incluso le da el nombre a su género, pues Catharus deriva de la palabra griega katharos, que significa "puro", y que hace referencia a su canción.

## Leyenda iroquesa
Los iroqueses, pueblo originario de Norteamérica, tiene una leyenda sobre cómo el zorzal ermitaño obtuvo su canto.
En el principio, sólo los hombres podían cantar, y lo hacían cada mañana para saludar el amanecer. Las aves no podían hacerlo, y volaban para escuchar la canción, deseando poder cantar también.
Un día el Creador visitó la Tierra. Al escuchar los cantos matutinos, notó que las aves escuchaban atentamente, y decidió que también deberían poder cantar. Las reunió a todas, y les preguntó ¿Las aves desearían poder cantar como los hombres?, a lo que le respondieron a coro ¡Sí!. Entonces, les dijo, mañana al amanecer volarán lo más alto que puedan, y cuando ya no puedan más, encontrará cada una su canción. Y añadió: Al que vuele más alto, le tengo reservada la canción más bella.
Al otro día se reunieron las aves, todas emocionadas, menos el zorzal ermitaño, pues le había tocado estar junto a la poderosa águila, y supo que ella ganaría. Pero antes de partir tuvo una idea, saltó rápidamente sobre la cabeza del águila, y se ocultó en sus plumas.
Al comenzar la carrera el águila superó al resto, llegando más alto que los otros, hasta donde le dieron sus fuerzas. En ese momento, el zorzal ermitaño saltó, y comenzó a volar, alejándose del águila, que estaba exhausta. El zorzal ermitaño subió hasta un agujero en el cielo, donde escuchó la canción del Espíritu del Mundo, la aprendió, y volvió a la Tierra, orgulloso de su canto.
Al acercarse a la Tierra pudo ver a las aves reunidas en consejo, esperándolo silenciosamente, y comenzó a sentir vergüenza de su canto mal ganado. Al llegar se ocultó en los bosques, donde se mantiene, cantando a veces su canción escondido bajo algún árbol.

## Cultura popular
Catharus guttatus es el ave estatal de Vermont, Estados Unidos.
Walt Whitman constituye en el ave un símbolo de la voz estadounidense, en su elegía de Abraham Lincoln, "When Lilacs Last in the Dooryard Bloom'd," uno de los textos fundamentales del canon estadounidense. También aparece en "A Hermit Thrush" (un zorzal ermitaño), poema de Amy Clampitt, y en la quinta sección del poema de T. S. Eliot La tierra baldía.